# Fuenlabrada
Fuenlabrada é um município da Espanha na província de Madrid, comunidade autónoma da Madrid. Situa-se a 20 km de Madrid a sul. Tem uma área de 39,1 km² e a população é de 198.973 habitantes (2010). Nela há um campus da Universidad Rey Juan Carlos.
1. ↑  «Cifras oficiales de población resultantes de la revisión del Padrón municipal a 1 de enero» (ZIP). www.ine.es (em espanhol). Instituto Nacional de Estatística de Espanha. Consultado em 19 de abril de 2022